# Aleksandra Boroń
Aleksandra Irena Boroń – polska pedagog, dr hab. nauk społecznych, profesor uczelni Wyższej Szkoły Zawodowej "Kadry dla Europy" w Poznaniu i Pracowni Pedagogiki Porównawczej Wydziału Studiów Edukacyjnych Uniwersytetu im. Adama Mickiewicza w Poznaniu.

## Życiorys
12 października 1998 obroniła pracę doktorską Społeczno-kulturowe funkcje edukacji izraelskiej (dla większości żydowskiej w Izraelu), 28 stycznia 2014 habilitowała się na podstawie pracy zatytułowanej Pedagogika (p)o Holocauście. Pamięć. Tożsamość. Edukacja. Została zatrudniona na stanowisku adiunkta w Zakładzie Pedagogiki Porównawczej na Wydziale Studiów Edukacyjnych Uniwersytetu im. Adama Mickiewicza.
Jest członkiem Rady Dyscypliny Naukowej - Pedagogiki Uniwersytetu im. Adama Mickiewicza w Poznaniu, oraz kierownikiem Pracowni Pedagogiki Porównawczej Wydziału Studiów Edukacyjnych Uniwersytetu im. Adama Mickiewicza w Poznaniu.
Awansowała na stanowisko profesora uczelni w Pracowni Pedagogiki Porównawczej na Wydziale Studiów Edukacyjnych Uniwersytetu im. Adama Mickiewicza w Poznaniu i  Wyższej Szkole Zawodowej "Kadry dla Europy" w Poznaniu.